# Neures
Les Neures ou Neuri (Νευροί) sont un peuple proche des Scythes mentionné par Hérodote dans deux passages de son Histoire, dans le livre IV, Melpomène.
Leur habitat serait bordé au nord par un désert et au sud par l'habitat des Scythes vivant le long du fleuve Boug, à l'ouest du Dniepr : « Par delà ces Scythes on trouve les Neures. Autant que nous avons pu le savoir, la partie septentrionale de leur pays n’est point habitée. Voilà les nations situées le long du fleuve Hypanis, à l’ouest du Borysthène.»
A une période située avant la campagne de Darius contre les Scythes en 513 av. J.-C., les Neures auraient dû fuir leur pays à la suite d'une invasion de serpents et se seraient établis dans la contrée de la tribu des Budins : « Les Neures observent les mêmes usages que les Scythes. Une génération avant l’expédition de Darius, ils furent forcés de sortir de leur pays, à cause d’une multitude de serpents qu’il produisit, et parce qu’il en vint en plus grand nombre des déserts qui sont au-dessus d’eux. Ils en furent tellement infestés, qu’ils s’expatrièrent, et se retirèrent chez les Budins ».
Hérodote mentionne également que les habitants de Scythie décrivaient les tribus voisines des Neures comme des lycanthropes, mais il émet des doutes sur la véracité de ces métamorphoses en loup : « Il paraît que ces peuples sont des enchanteurs. En effet, s’il faut en croire les Scythes et les Grecs établis en Scythie, chaque Neure se change une fois par an en loup pour quelques jours, et reprend ensuite sa première forme. Les Scythes ont beau dire, ils ne me feront pas croire de pareils contes ; ce n’est pas qu’ils ne les soutiennent, et même avec serment ».

## Historiographie
Concernant la lycanthropie, au XVIIIe siècle, Simon Pelloutier dans son Histoire des Celtes, avance l'hypothèse que les Neures revêtaient en fait des peaux de loup en hiver : « Les Neures étaient des Scythes, qui dans les grands froids se couvraient d'un saye fait de peaux de loups, et qui quittaient cette fourrure d'abord que le temps était radouci. Voilà tout le mystère, qu'Hérodote n'a pas compris, non plus que ceux qui l'ont copié ».
AU XIXe siècle, s'appuyant sur les indications d'Hérodote, l'historien allemand Kurd von Schlözer situe les Neures dans la région qui s'étend au nord des Carpates, là où le Dniestr et le Boug prennent leur source. Citant Safarik, il suppose que la contrée du nom slavon de Nurskazemja dans le voisinage de la Narew et Nur tireraient leurs noms de cet ancien peuple dont le nom en ancien slave signifie pays.
Dans les années 1950, la recherche sur la localisation et l'appartenance des tribus Neures amène à des hypothèses diverses, ceux-ci étant tantôt identifiés comme Slaves, tantôt comme Baltes.
L'historien polonais Marian Plezia relate en détail dans deux ouvrages les polémiques ayant eu cours sur ces tentatives d'identification des Neures,.
Dans les années 1960, l'archéologue Marija Gimbutas soutient que tant les indications d'Hérodote que les recherches actuelles en linguistique et en archéologie amènent à la conclusion que les Neures seraient le premier peuple balte à être connu sur le plan historique.
Dans l'historiographie antique des années 1990, les Neures sont placés sur le terrain de la Podolie et de la Wolynie (Culture de Wysocko ou groupe de la Wolynie occidentale de la culture scythe) et le désert plus au Nord en Polésie, localisation qui découle de l'identification du désert cité par Hérodote avec les marais de Polésie.
Les Neures sont aussi situés par des chercheurs sur les territoires occupés par la culture de Milogrady, en Polésie et Biélorussie méridionale, ce qui repousse le désert évoqué par Hérodote plus au Nord.